# Мирошниченко, Андрей Александрович
Андрей Александрович Мирошниченко (англ. Andrey Mir; род. 16 апреля 1970, Ростов-на-Дону) — российский журналист и теоретик медиа. Автор книг о теории и практике журналистики. Создатель футурологической теории смерти газет и концепции «вирусного редактора» — стихийно действующего механизма фильтрации информации в социальных сетях, способного выполнять медийную функцию формирования общей повестки.

## Биография
В 1993 году окончил факультет журналистики Ростовского государственного университета. Кандидат филологических наук (1996 г). Кандидатская диссертацию на тему «Лингво-идеологический анализ языка массовых коммуникаций».
- 1992—2000 — редактор отдела политики, соучредитель делового еженедельника «Город N» (Ростов-на-Дону,).
- 1997—2001 — депутат Городской Думы Ростова-на Дону
- 2002 г. — главный редактор еженедельника «Финансовая Россия» (Москва).
- 2002—2003 — зав. отделом экономики «Независимой газеты»
- 2003 — издатель и главный редактор «Сберегательной газеты»
- 2003—2010 — главный редактор журнала «Банковское обозрение»

После 2010 г. — основатель и руководитель проекта «Школа эффективного текста „Медиа“» (2010 —- н.в.). Работает преподавателем Бизнес-школы Государственного университета управления и Московской государственной юридической академии им. О. Е. Кутафина. Наибольшее внимание читающей публики привлекла книга Андрея Мирошниченко «Когда умрут газеты» (2011).
Живёт в Торонто.

## Избранная библиография
- Толкование речи: лингво-идеологический анализ. — Ростов-на-Дону, 1995. —112 с.
- Public relations как согласование интересов. — Ростов-на-Дону: ЮРГИ, 1998. — 96 с.
- Public relations в общественно-политической сфере. — Ростов-на-Дону: Экспертное бюро, 1998. — 144 с.
- Сюжеты Ельцинской эпохи. — Ростов-на-Дону, 2000. — 224 с.
- Выборы: от замысла до победы. Предвыборная кампания в российском регионе. — М.: Центр, 2003. — 304 с.
- Бизнес-коммуникации. Мастерство делового общения: практическое руководство. — М.: Книжный мир, 2008. — 384 с.
- Как написать пресс-релиз. — М.: Книжный мир, 2010. — 128 с. — ISBN 978-5-8041-0428-4.
- Когда умрут газеты. — М.: Книжный мир, 2011. — 224 с. — ISBN 978-5-8041-0536-6.[7]
- Корпоративная пресса. Руководство к действию. / Рудакова Л. А., Мирошниченко А. А., Григорьев Е., Кулявцев В. и др. Под ред. А. А. Мирошниченко. — М.: Медиалайн, 2011. — 240 с.
- Существо интернета. 12 тезисов о вирусном редакторе: http://www.chaskor.ru/article/sushchestvo_interneta_21588
- Human as media. The emancipation of authorship. Toronto, 2014. — 100 pp.
- Postjournalism and the death of newspapers. The media after Trump: manufacturing anger and polarization. Toronto, 2022. — 390 pp.[8]

## Цитаты
- «Уход последнего газетного поколения — одна из трех причин смерти газет. Люди, родившиеся в год Московской олимпиады, на мой взгляд, — последнее газетное поколение. Их подростковая социализация выпала на 90-е годы, когда ещё была жива традиция семейной подписки. До этого поколения включительно дети уже в 7-12 лет знали, как покупать газеты. Они или сами, или родители для них выписывали „Мурзилку“ и „Пионерскую правду“, покупали в киосках „Комсомолку“. Следующее поколение, родившееся в 90-е, социализировалось в „нулевые“, когда был интернет. Это цифровое поколение. У них доминирует бытовой навык пользования интернетом. Про газеты-журналы они уже мало знают. А покупать и вовсе не умеют. Недавно проводили исследование среди студентов, на вопрос „Что такое подписка?“ 54 % ответило: „Подписка о невыезде“. Уже даже значение слова меняется. Когда последнее газетное поколение уйдет со сцены, тогда и прекратится газетная эпоха. Произойдет это к концу 20-30-х годов. Вот крайний срок»[9] — Андрей Мирошниченко, 2010.

## Интервью и доклады
- «До смерти газет в России осталось 15 лет» (недоступная ссылка)
- Газеты умрут через 20 лет. А джинса спасет интернет-сми
- Когда умрут газеты? Названы новые сроки
- Блогосфера вместо СМИ (доклад в Сахаровском центре)